# Tenpura
Tenpura ili tempura (japanski, kanji: 天ぷら ili 天麩羅, hiragana: てんぷら, [tẽ̞mpɯᵝɾa]), japansko jelo koje se obično priprema od morskih plodova ili povrća koji su napravljeni u tekućem tijestu i duboko sprženi. Jelo je nasalo pod utjecajem tehnika kuhanja prženjem koje su donijeli Portugalci koji su boravili u Nagasakiju u 16. stoljeću. Ime "tenpura" dolazi od toga. Razni rječnici navode dva moguća korijena. Mogući korijeni su portugalska riječ tempero, što znači temperirati, vrelinom tretirati kovinu. Drugi mogući korijen je portugalska riječ têmpora (kvatre). Kad su portugalski istraživači, većinom isusovački misionari došli u Japan, u vrijeme Kvatri nisu jeli goveđe ni svinjsko meso niti perad. Umjesto toga jeli su prženo povrće i ribu. To je bio prvi dodir japanske kulture s prženom hranom. Od tih vremena povezuju portugalski riječ têmpora (koju su japanci izgovarali tenpura) s takvom hranom.